# Gurjar
Os gurjar ou gujjar são um grupo étnico agrícola e pastoril com populações na Índia, Paquistão e um pequeno número no nordeste do Afeganistão. As grafias alternativas incluem gurjara, gurjjar, gojar e gjari. Os gurjars são linguisticamente e religiosamente diversos. Embora sejam capazes de falar a língua da região e do país em que vivem, os Gurjars têm sua própria língua, conhecida como Gujari. Do ponto de vista religioso, eles seguem o hinduísmo, o islamismo e o sikhismo.  Os gurjares hindus são encontrados principalmente nos estados indianos do Rajastão, Haryana, Madhya Pradesh, Punjab e Maharashtra, enquanto os Gujjares muçulmanos são encontrados principalmente no Paquistão, Afeganistão e nas regiões indianas do Himalaia, como Jammu e Caxemira, Himachal Pradesh e Garhwal e Kumaon..Os Gurjars são classificados como Outra Classe Retrógrada (OBC) em alguns estados e UTs da Índia; no Jammu e na Caxemira e algumas partes de Himachal Pradesh eles são categorizados como uma Tribo Registrada. Os gurjares hindus foram assimilados em várias varnas no período medieval.

## História

### Origem
Historiadores e antropólogos diferem em relação à origem dos Gurjar. De acordo com parte deles, os antigos ancestrais dos gurjars vieram da Ásia central, via Geórgia, perto do mar Cáspio; o nome alternativo do mar, Bahr-e-Khizar, fez com que a tribo ficasse conhecida como Khizar, Guzar, Gujur, Gurjara ou Gujjar. De acordo com essa visão, entre 1 a.C e 1 e.c, os antigos ancestrais dos Gurjars vieram em múltiplas ondas de migração e receberam inicialmente o status de guerreiros de alta casta, nas comunidades hindus das regiões do noroeste (Rajastão moderno e Gujarat). Aydogdy Kurbanov afirma que alguns Gurjars, junto com pessoas do noroeste da Índia, se fundiram com os heftalistas para formarem o clã Rajput. De acordo com estudiosos como Baij Nath Puri, a região do Monte Abu (antiga Montanha Arbuda) do atual Rajastão foi a morada dos Gurjars durante o período medieval. A associação dos Gurjars com a montanha é notada em muitas inscrições e epígrafes, incluindo o Tilakamanjari de Dhanpala. Esses Gurjars migraram da região montanhosa de Arbuda e, já no século VI d.C, estabeleceram um ou mais principados em Rajasthan e Gujarat. Desde muito tempo toda ou maior de Rajasthan e Gujarat era conhecida como Gurjaratra (país governado ou protegido pelos Gurjars) ou Gurjarabhumi (terra dos Gurjars), séculos antes do período de Mughal. Em textos em sânscrito, o etnônimo às vezes tem sido interpretado como "destruidor do inimigo": gur significa "inimigo" e ujjar significa "destruidor"). Em sua pesquisa, The People of India, a Antropological Survey of India (AnSI) - uma organização patrocinada pelo governo - observou que os Gurjars / Gujjars foram sem dúvida um povo notável espalhado-se da Caxemira para Gujarat e Maharashtra, que deram uma identidade a Gujarat, estabeleceram reinos, entraram nos grupos rajput como a linhagem dominante de Badgujar, e sobrevivem até hoje como um grupo pastoral e tribal com ambos os segmentos hindu e muçulmano. Irawati Karve, uma indologista e historiadora, acreditava que a posição de Gurjars na sociedade e no sistema de castas geralmente variava de uma área lingüística da Índia para outra. Em Maharashtra, Karve sugeriu que eles provavelmente foram absorvidos pelos Rajputs e Marathas, mas mantiveram algumas de suas distintas identidades. Ela baseou suas teorias na análise de nomes de clãs e tradição, observando que enquanto a maioria dos Rajputs afirmam que suas origens estão nas dinastias mitológicas Chandravansh ou Suryavansh, pelo menos duas das comunidades da região reivindicaram ser descendentes de Agnivansh. Um estudo de 2009 conduzido pela Fundação Tribal de Pesquisa e Cultura, sob a supervisão do estudioso dos Gurjar, Javaid Rahi, afirmou que a palavra "Gojar" tem origem turca na Ásia Central, escrita em turco romanizado como Göçer. O estudo afirmava que, de acordo com a nova pesquisa, a raça Gurjar "permaneceu uma das mais vibrantes identidades da Ásia Central na era BC e mais tarde dominou muitos estados principescos no norte da Índia por centenas de anos."